# Fáskrúðsfjarðargöng
Fáskrúðsfjarðargöng je cestni predor na vzhodni Islandiji, odprt 9. septembra 2005. Je na islandski krožni cesti št. 1 (nekdanji cesti 96) ter za 45 kilometrov skrajšuje pot med Fáskrúðsfjörðurjem in Reyðarfjörðurjem, ki je pred izgradnjo predora potekala po cesti 955 vzdolž obale fjorda.